# 羚山隧道
羚山隧道是广肇城际铁路唯一一条山岭隧道，位于中华人民共和国广东省肇庆市鼎湖区桂城街道鼎湖山站和端州区黄岗街道端州站之间，全长2272米，种类为单洞双线，线路为无砟轨道，最高运营速度为200km/h。

## 历史
- 2009年11月，羚山隧道正式开工[2]。
- 2012年9月3日，羚山隧道全线贯通[2]。
- 2016年3月30日，随铁路开通正式启用[3]。